# Gabriel Mancera
Gabriel Mancera (Tulancingo de Bravo, Hidalgo, México, 6 de mayo de 1839 - 22 de enero de 1925) fue un ingeniero, empresario de minas, político y filántropo mexicano.

## Familia y estudios

Domicilios
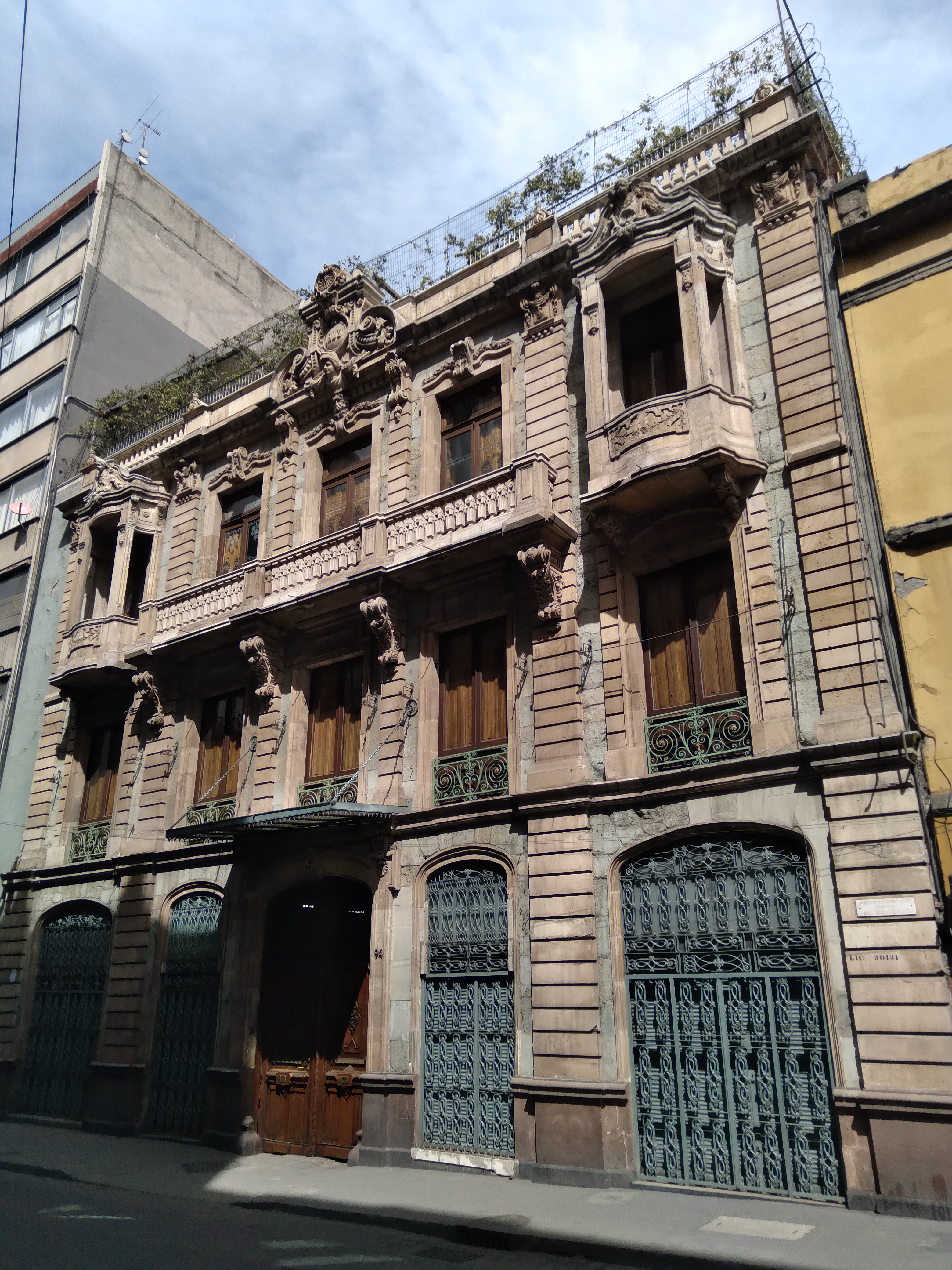
Casa de Gabriel Mancera en la calle Donceles 94, Centro Histórico de la Ciudad de México.
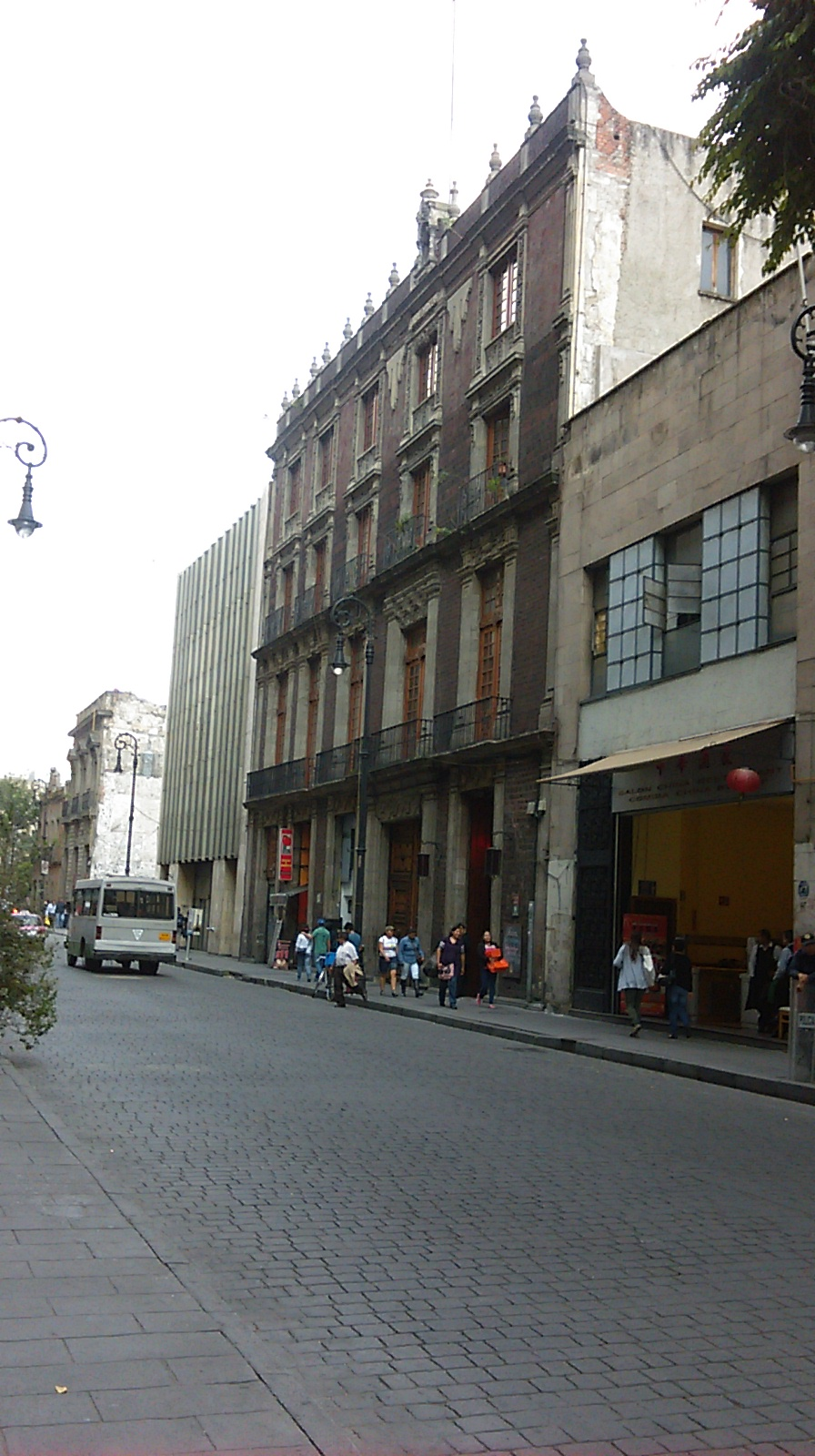
Casa de Gabriel Mancera en Venustiano Carranza 49, Centro Histórico de la Ciudad de México, hoy Mancera Bar.

Fue hijo de Tomás Mancera Sotomayor e Isabel García de San Vicente (hermana de Nicolás García de San Vicente), quienes eran dueños de una de las minas más importantes de Mineral del Chico. Estudió en su ciudad natal Tulancingo, luego en Atotonilco el Grande, en 1851 en el Colegio de San Juan de Letrán de la Ciudad de México y el año siguiente en el Colegio de Minería, donde obtuvo el título de ingeniero en 1857. Fue abuelo de la actriz Dolores Beristáin, cuyo verdadero nombre fue Dolores Bravo Mancera.[cita requerida]

## Donador y empresario liberal de minas
Donó una estación de ferrocarril, actualmente Museo de Datos Históricos, y fundó la primera fábrica de hilados en el estado de Hidalgo. Por ser parte de una de las familias más ricas y poseedor de una gran fortuna, se dedicó a explorar nuevas minas (Real del Monte y Pachuca), lo que lo hizo ser uno de los hombres más ricos del país. Regresó a su pueblo natal, en donde permaneció hasta 1866, año en que fue confinado en Puebla por el gobierno de Maximiliano de Habsburgo, debido a su pensamiento liberal.[cita requerida]

## Actividades políticas
Con la derrota imperialista y la reinstalación de la república, fue diputado federal en la IV Legislatura del Congreso de la Unión y senador en la XI y XII Legislaturas del Congreso de la Unión. Además, representó a México en la Centennial Exposition.[cita requerida]

## Reconocimientos
En 1910 le fue conferido el grado de doctor honoris causa por la Universidad Nacional de México entre los primeros grados otorgados por esta institución el año mismo de su fundación en la administración del maestro Justo Sierra, el 26 de abril de 1910.[cita requerida]

## Fallecimiento
Gabriel Mancera falleció en la Ciudad de México el 22 de enero de 1925 en su casa de la calle Venustiano Carranza número 49, en el Centro Histórico de la Ciudad de México, y fue sepultado en el  viejo panteón civil del Tepeyac en la Ciudad de México. En su honor, dos calles en Ciudad de México, ambas en la colonia Del Valle, llevan su nombre. La que fuera su residencia alberga, desde hace varios años, un restaurante bar (Bar Mancera), las oficinas de un sindicato y un museo taurino abandonado convertido en cantina (La Faena).[cita requerida]